# Friñé Peña Castro-Cuba
Hayde Friñé Peña Castro-Cuba (Santo Tomás, 12 de enero de 1937 - Lima, 4 de enero del 2013) fue una abogada, catedrática y política peruana. Fue diputada por Cusco durante el periodo 1985-1990.

## Biografía
Nació en la hacienda "Esmeralda", ubicada en Santo Tomás de la Provincia de Chumbivilcas en Cusco, el 12 de enero de 1937. La hacienda era propiedad de su abuelo José David Castro-Cuba Pérez y fue hija de Serapio Peña Villena y de Esther Castro-Cuba Díaz.
Se mudaron a la ciudad de Lima durante su infancia, por lo que sus estudios primarios los realizó en el Colegio Sagrados Corazones Belén ubicado en el distrito de San Isidro. Tras el fallecimiento de su padre en 1945, regresó a Santo Tomás donde culminó sus estudios primarios, mudándose luego al Cusco para estudiar secundaria en el Colegio de Las Mercedes. Luego ingresó a la Universidad Nacional de San Antonio Abad del Cusco donde estudió la carrera de Derecho y también estudió la carrera de Filosofía. Se destacó siempre como excelente alumna, donde logró ser presidenta de su promoción universitaria en la Facultad de Derecho y Ciencias Políticas y fue compañera del histórico líder de Acción Popular y expresidente de la república, Valentín Paniagua.
Tras culminar su carrera universitaria, Friñé Peña se casó en septiembre de 1964 con el abogado y docente universitario, Aldo Estrada Choque, donde luego terminó divorciándose en 1974. En 1975 obtuvo el título profesional de abogada y ejerció la defensa gratuita de trabajadores, de estudiantes, la defensa de derechos humanos, de personas con escasos recursos económicos, etcétera. Postuló a la docencia en la Universidad Nacional San Antonio Abad del Cusco en 1976, logrando trabajar como catedrática universitaria.
Fue opositora al Gobierno Revolucionario de las Fuerzas Armadas, donde también se opuso al gobierno de Francisco Morales Bermúdez participando en manifestaciones estudiantiles. Estuvo bajo prisión y luego fue absuelta. Posteriormente formó el Comité de la Coordinadora de Organizaciones Populares (COCOP) que comprendía a la FDTC, a la FARTAC, a la FEB, a la FUC, al Sindicato de Choferes del Cusco, al Sindicato de Trabajadores de la Fábrica Cachimayo, entre otros, desempeñándose como asesora legal ad-honorem en los años 1978 y 1979. De igual manera, fue asesora ad-honorem de la Asociación de Ayuda al Niño Cardíaco en coordinación con el Hospital del Niño. También fue asesora de la Asociación del Niño Abandonado y de la Federación Agraria Revolucionaria Túpac Amaru de Cusco (FARTAC).

## Carrera política
Friñé Peña decide incursionar en la política cuando en las elecciones parlamentarias del año 1980 postuló al Senado de la República por la Unidad Democrática Popular, sin embargo, no tuvo éxito.

### Diputada por Cusco
En las elecciones de 1985, postuló a la Cámara de Diputados por Izquierda Unida representando al Cusco y fue elegida con 10,682 votos para el periodo parlamentario 1985-1990.
Fue, junto con Teresa Flores de Paliza, una de las 2 primeras mujeres en la historia que fueron elegidas diputadas por el Cusco. Durante su gestión en el parlamento se caracterizó por su defensa de los derechos humanos, siendo integrante de la Comisión de Derechos Humanos de la Cámara de Diputados. Fue también opositora al primer gobierno aprista.
Culminada su función legislativa, se retiró de la vida política y comenzó a radicar en la ciudad de Lima. Posteriormente fundó el Centro Unión Provincial Chumbivilcas y fue elegida como presidenta de la Asociación de Ex-Parlamentarios del Perú para el período de 1999-2000, logrando la reivindicación de derechos de sus asociados, muchos de ellos en abandono por parte del Estado. También se dedicó a estudiar el curso de Defensa Nacional en el Centro de Altos Estudios Nacionales en el año 2002.

## Fallecimiento
El 4 de enero del 2013, Friñé Peña Castro-Cuba falleció a los 75 años en el Hospital Edgardo Rebagliati del distrito de Jesús María.